# Svenska furstliga mantlar

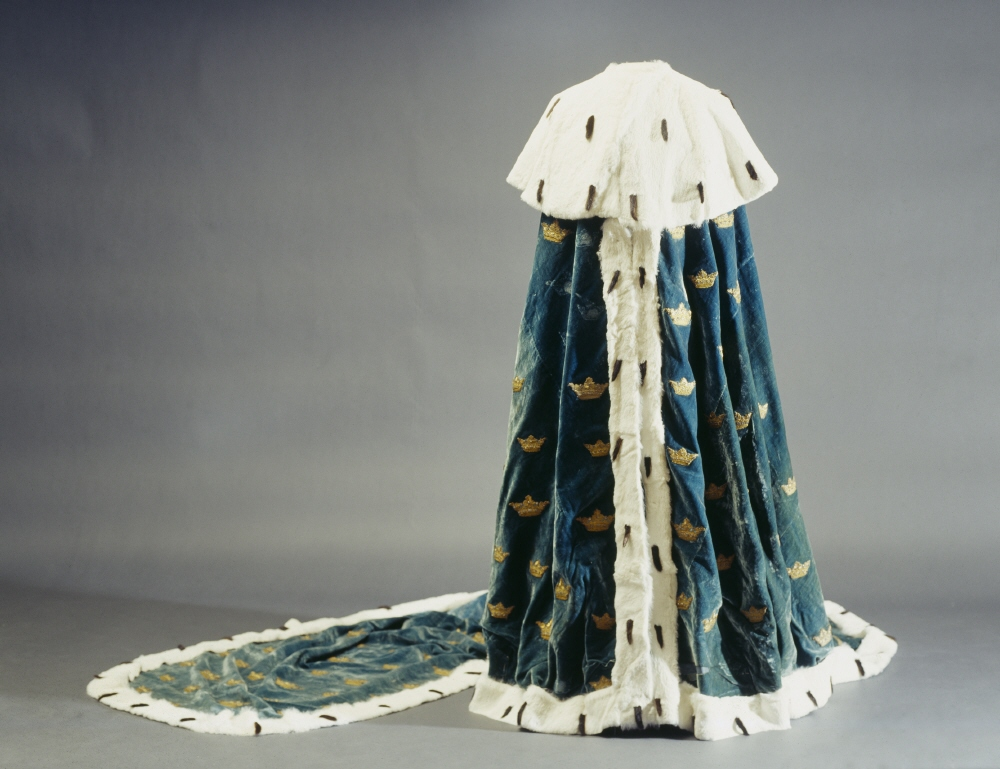
Svensk furstlig mantel tillverkad 1771 för drottning Sofia Magdalena och sedan använd av prinsessan Hedvig Elisabet Charlotta och kronprinsessan Desideria.

Furstliga manteln är till skillnad från den kungliga manteln inte purpurfärgad, utan blå. Denna typ av mantel har använts av svenska prinsar och prinsessor sedan åtminstone 1700-talet.

## Furstliga mantlar

### Kröningar
Vid det svenska hovet skiljer man sedan 1700-talet på den furstliga blå färgen och den kungliga purpurn. Mantlar, stövlar och huvudbonader utfördes enligt denna distinktion. Första gången man med säkerhet kan iaktta detta är vid Adolf Fredriks och Lovisa Ulrikas kröning 1751. De anlände till kröningsceremonin i den furstliga blå manteln och lämnade den som nysmorda suveräner i den kungliga manteln i purpur. Den färg som används till manteln beskrivs i handlingarna som Bleu Royal alltså kungablått. 

### Riksdagens högtidliga öppnande

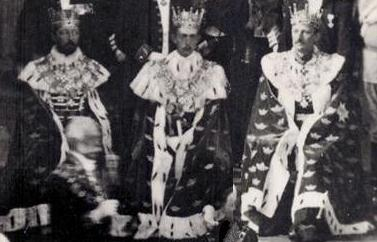
Prinsarna Eugen, Wilhelm och Carl iklädda furstliga mantlar vid Riksdagens högtidliga öppnande 1905.

Myndiga prinsar bar furstliga mantlar vid Riksdagens högtidliga öppnande fram till 1907 då de bars för sista gången. Då Gustaf V inte lät sig krönas slutade man även att bära mantlar, både den kungliga och de furstliga. 
Den kungliga manteln låg dock utlagd över silvertronen vid högtidliga ceremonier, såsom Riksdagens högtidliga öppnande fram till 1974.